# French Open 1967 (Badminton)
Die French Open 1967 im Badminton fanden vom 31. März bis zum 2. April 1967 im Stade Pierre de Coubertin in Paris statt. Es war die 38. Auflage des Championats.

## Finalresultate
| Disziplin    | Sieger                         | Finalist                        | Ergebnis           |
| ------------ | ------------------------------ | ------------------------------- | ------------------ |
| Herreneinzel | Lee Kin Tat                    | Willi Braun                     | 15–12, 11–15, 15–5 |
| Dameneinzel  | Gerda Schumacher               | Karin Dittberner                | 11–5, 11–9         |
| Herrendoppel | Willi Braun Detlef Würfel      | Hans-Jürgen Fischer Willi Wilke | 15–1, 15–9         |
| Damendoppel  | Julie Charles Imre Rietveld    | Gerda Schumacher Gudrun Ziebold | 14–17, 15–10, 15–8 |
| Mixed        | Klaus Tetenberg Gudrun Ziebold | Rupert Liebl Marianne Svensson  | 15–4, 15–3         |